# Червоний Розділ
Червóний Роздíл — село в Україні, в Помічнянській міській громаді Новоукраїнського району Кіровоградської області. Населення становить 93 осіб.

## Населення
Згідно з переписом УРСР 1989 року чисельність наявного населення села становила 104 особи, з яких 49 чоловіків та 55 жінок.
За переписом населення України 2001 року в селі мешкали 93 особи.

### Мова
Розподіл населення за рідною мовою за даними перепису 2001 року:
| Мова       | Відсоток |
| ---------- | -------- |
| українська | 98,92 %  |
| російська  | 1,08 %   |